# فضيحة التشويش على الهاتف في انتخابات مجلس الشيوخ في نيو هامبشاير عام 2002
تضمنت فضيحة التشويش على الهاتف في انتخابات مجلس الشيوخ في نيو هامبشاير عام 2002 استخدام شركة تسويق عبر الهاتف استأجرها الحزب الجمهوري في تلك الولاية للتلاعب بالانتخابات.تضمن التلاعب استخدام مركز اتصال للتشويش على خطوط الهاتف لعملية الخروج للتصويت (GOTV).في النهاية، تم إجراء 900مكالمة مقابل 45دقائق من تعطيل مراكز الاتصال ذات الميول الديمقراطية.
خلال انتخابات تلك الولاية لعام 2002 لشغل مقعد مجلس الشيوخ في الولايات المتحدة من قبل الجمهوري بوب سميث، استأجرت الحزب الجمهوري في نيو هامبشاير سوق GOP، ومقرها في شمال فيرجينيا، للتشويش على بنك هاتف آخر يستخدمه الحزب الديمقراطي للولاية ونقابة رجال الإطفاء لجهود التحول خرج الناخبون نيابة عن حاكمة نيو هامبشاير آنذاك جين شاهين في يوم الانتخابات.وفاز المرشح الجمهوري جون إي سونونو بفارق ضئيل.بالإضافة إلى الملاحقات الجنائية، جاء الإفصاح في القضية عن دعوى مدنية رفعها الحزب الديمقراطي بالولاية ضد الحزب الجمهوري في الولاية (تمت تسويته الآن).
أدين أربعة رجال أو أقروا بارتكاب جرائم فيدرالية وحُكم عليهم بالسجن لتورطهم.نقضت محكمة الاستئناف إدانة واحدة.جيمس توبين، الذي أطلق سراحه عند الاستئناف، وجهت إليه لاحقًا تهمة الكذب على مكتب التحقيقات الفيدرالي أثناء التحقيق الأصلي.

## تاريخ

### الفضيحة تنكسر
تم إخطار الشرطة في كونكورد، عاصمة الولاية، من قبل العمال الديمقراطيين في يوم الانتخابات بأنهم يتلقون مكالمات هاتفية متكررة، تنتهي بعد خمس ثوان، والتي كانت تتدخل في جهودهم للوصول إلى الناخبين وعرضهم على الاقتراع.لمدة ساعة ونصف على الأقل في منتصف النهار، لم يتمكنوا من إجراء أي مكالمات صادرة.تمكنت فيرايزون للاتصالات لاحقًا من إيقاف معظم هذه المكالمات، لكن من أجرى هذه المكالمات قد انتهك قوانين الولاية ضد المضايقات الهاتفية.
وجدت سلطات الولاية أن المكالمات جاءت من خارج الولاية، وبالتالي جلبت نظيراتها الفيدرالية.تم تتبعهم في النهاية إلى مشاريع ميلو، وهي شركة بوكاتيلو،ومقرها أيداهو والتي تدير بنوك الهاتف.
أفاد زعيم اتحاد نيو هامبشاير عن ذلك في 7 فبراير 2003. أجبرت القصة تشارلز ماكجي المدير التنفيذي للحزب الجمهوري على الاستقالة بعد ذلك بوقت قصير، عندما اعترف بالكذب على الصحيفة.في وقت لاحق، قال المدعون إنه توصل إلى فكرة تعطيل الاتصالات الديموقراطية بعد رؤية نشرة نشرتها حملة شاهين بالأرقام.بناءً على خلفيته العسكرية، قرر تعطيل «اتصالات العدو» واتصل بالعديد من شركات التسويق عبر الهاتف التي كان يعرف أنها تتعاطف مع الجمهوريين.
ومع ذلك، فقد وضع جيمس توبين، المدير الميداني للشمال الشرقي آنذاك في اللجنة الوطنية الجمهورية لمجلس الشيوخ (NRSC)، ماكجي على اتصال مع سوق GOP، وهي شركة في شمال فيرجينيا يديرها ألين ريموند، والتي تم تعيينها من قبل حزب نيو هامبشاير لإقبال مماثل على الناخبين.جهود.لقد كذب ماكجي في إدعائه أنه ليس على دراية بهذا الأمر.
اكتشف ستيف كورناكي من موقع policynj.com  أن ريموند، وهو مواطن من نيوجيرسي، كان يعمل لدى جيمس تريفينجر، وهو مرشح سابق لمنصب حاكم الولاية ثم وجهت إليه لائحة اتهام لفضيحة هاتفية خلال الانتخابات التمهيدية الجمهورية في تلك الولاية عام 2001 لترشيح مجلس الشيوخ، والتي كانت المكالمات فيها.جعل تلطيخ اثنين من خصومه.شخصية بارزة في لائحة الاتهام هذه، ربما كان متآمرًا مشاركًا، كان مستشارًا جمهوريًا لم يذكر اسمه يُعتقد أنه ريموند (أثناء المحاكمة اللاحقة لجيمس توبين، قال الادعاء إن سوق الحزب الجمهوري قد عمل في حملة مجلس الشيوخ في نيوجيرسي وأن هذا العمل قد أدى إلى لائحة اتهام جنائية).خلال سوبر بول XXXVI في 3 فبراير 2002، أجرت شركة ريموند مكالمات للناخبين المحتملين لم يهاجموا فقط أحد منافسي Tقارع الأجراس، بل زُعم أنهم من آخر.

### الإقرار بالذنب
لم يُسمع سوى القليل عن القضية حتى 30 يونيو 2004، عندما أقر ألين ريموند بذنبه في عدة تهم جنائية في محكمة فيدرالية في كونكورد. حذت ماكجي حذوها في الشهر التالي.أشارت مدونة جوش مارشال إلى أن تود هينين، المدعي العام في قضية ريموند، أشار للمحكمة أن ريموند قد تم الاتصال به بشأن فكرة التشويش على الهاتف من قبل «زميل سابق كان حينها مسؤولاً في منظمة سياسية وطنية». وأشار هينن في وقت لاحق إلى أن ماكجي ناقش خطة التشويش على الهاتف مع اثنين من كبار المسؤولين الجمهوريين الآخرين.
في مقال رأي لصحيفة «كونكورد مونيتور»، وصف سميث التشويش على الهاتف بأنه «غضب» وأعرب عن أسفه لغياب الغضب الجمهوري من «هذا العمل الحقير من قبل المتسللين السياسيين المثيرين للشفقة».كما ألمح إلى أن التشويش على الهاتف ربما حرم شاهين من انتصاره.

### الرجل الثالث
في أكتوبر، احتوت إفادة خطية  قدمها الحزب الديمقراطي في نيو هامبشاير وتم نشرها لوسائل الإعلام على معلومات جعلت من الممكن التعرف على الرجل الثالث على أنه توبين، ثم شغل منصب المدير الإقليمي لنيو إنجلاند لحملة بوش.استقال في 15أكتوبر ووجهت إليه لائحة اتهام  في 1ديسمبر، ثم استُدعى  في 13ديسمبر بتهمتين جنائيتين لكل منهما التآمر لإجراء مكالمات هاتفية للمضايقة والمساعدة والتحريض على المضايقات الهاتفية.

### جمل
حُكم على ألين ريموند بالسجن الفيدرالي لمدة خمسة أشهر في 8 فبراير 2005 لدوره.بعد شهر، تلقى تشارلز ماكجي سبعة أشهر.

### محاكمة جيمس توبين والتمويل
رفض جيمس توبين التعاون مع المحققين مع اقتراب موعد محاكمته.أثناء محاكمة توبين، ظهرت أسئلة حول مصدر الأموال المتضمنة في تمويل التشويش على الهاتف والدفاع عنه.
في يوليو، أفاد زعيم الاتحاد أن أحد محامي توبين أخبر المحكمة أنه يمثل المدعى عليه بصفته موظفًا في اللجنة الوطنية الجمهورية (RNC). منذ أن صرح اللجنة الوطنية الجمهورية أن توبين كان يتصرف بمفرده في عملية مارقة، فقد سئل لماذا سيدفعون مقابل دفاعه.
في أغسطس، أكدت اللجنة الوطنية الجمهورية أخيرًا أنها أنفقت أكثر من 722 ألف دولار للدفاع عن توبين من قبل شركة وليامز وكونولي في واشنطن.وقال متحدث باسم وكالة أسوشيتيد برس: «يستند هذا الدعم إلى تأكيداته وإيماننا بأن جيم لم يرتكب أي مخالفات».
أفاد قائد الاتحاد في فبراير 2006 أن اللجنة الوطنية الجمهورية دفعت 1.7 مليون دولار إلى ويليامز في يوم الحكم على توبين، بمبلغ إجمالي قدره 2.5 مليون دولار، ولن تؤكد أو تنكر أنها لا تزال تدفع مصاريفه القانونية. أشار التقرير المالي الأول للجنة الوطنية للحزب الجمهوري لعام 2006 إلى أنها أنفقت في ذلك الوقت 330 ألف دولار أخرى.
في وقت لاحق من ذلك العام، تم تعيين زوجة توبين من قبل اللجنة الوطنية الجمهورية لمجلس الشيوخ كمستشارة في حملة إعادة انتخاب فاشلة لسيناتور رود آيلاند لينكولن تشافي، باسم استراتيجيات الشمال الشرقي، وهي شركة أدرجت منزل توبينز كعنوان رئيسي لها.على الرغم من افتقارها إلى أي خبرة سابقة، فقد حصلت على 300 ألف دولار.
في 28 أغسطس، أفاد مارشال  أن قبيلتين هنديتين، هما مجموعة أغوا كالينتي لهنود كاهويلا والميسيسيبي تشوكتاو، وهما عملاء معروفون لعضو اللوبي المؤثر جاك أبراموف، الذي كان هو نفسه في قلب فضيحة آخذة في الاتساع، قدموا 5000 دولار مساهمة  (الحد الأقصى القانوني) إلى الحزب الجمهوري في نيو هامبشاير في أسبوع الانتخابات في عام 2002.لم يكن معروفًا أن لأي منهما أي مصلحة في نيو هامبشاير.في وقت لاحق، أوضح موظفو جود جريج، عضو مجلس الشيوخ الأقدم في نيو هامبشاير وأيضًا الجمهوري، أنهم اجتازوا الشيكات دون علمه.
من غير المعتاد أيضًا أن أكثر من 600000 دولار ساهمت في حملة سونونو خلال الأسبوع الأخير من قبل لجنة الكونغرس الجمهوري الوطنية، والتي تركز عادة على السباقات في مجلس النواب ولم تظهر اهتمامًا كبيرًا بالحملات السابقة التي قام بها سونونو.كما ساهم عضو الكونجرس عن تكساس وزعيم الأغلبية السابق في مجلس النواب الأمريكي توم ديلاي من أجل لجنة العمل السياسي للأغلبية الجمهورية (ARMPAC) بمبلغ 5000 دولار.
في 10 نوفمبر، رفض القاضي ستيفن مكوليف  آخر طلب توبين لرفض تهم التآمر الموجهة إليه، على الرغم من أنه قال إنه سينظر في اقتراح آخر لرفض التهم التي حرم توبين الآخرين من حقهم في التصويت.
قبل وقت قصير من بدء المحاكمة، أفاد مارشال  أن قائمة شهود الولاية تضمنت تيري نيلسون، المدير السياسي السابق لحملة بوش.كان نيلسون مرتبطًا بالفضيحة المتعلقة بجمع الأموال غير القانوني في تكساس.

## جيمس توبين

### خلفية
كان جيمس توبين رئيس حملة الرئيس جورج دبليو بوش في نيو إنجلاند.وكان قد أدين في 15 ديسمبر/ كانون الأول 2005 بمضايقات هاتفية «من جانبه في مؤامرة للتشويش على هواتف الحزب الديمقراطي يوم الانتخابات2002».ومع ذلك، ألغت محكمة الاستئناف الفيدرالية هذه الإدانة فيما بعد وتم تبرئة توبين من جميع التهم الموجهة إليه.
كرئيس لحملة نيو إنجلاند لشركة بوش- ديك تشيني '04 Inc.تنحى توبين عن منصبه قبل أسبوعين من الانتخابات عندما اتهمه ديمقراطيو الولاية بالتورط في مخطط التشويش على الهاتف في يوم الانتخابات عام 2002.ووجهت لاحقا لائحة اتهام إلى توبين بتهمة التآمر.
عمل توبين كمدير سياسي وطني لحملة الناشر ستيف فوربس الرئاسية.وهو موظف في مجموعة دي سي أي بواشنطن العاصمة ولديه أيضًا شركته الاستشارية الخاصة،Tobin & Co.ومقرها في بانجور،مين.خلال دورة انتخابات عام 2004، كان حارس بوش، حيث جمع 200 ألف دولار على الأقل لجهود إعادة انتخاب بوش عام 2004.

### تورط توبين المزعوم في التشويش على الهاتف الانتخابي
في نوفمبر 2002، كان توبين هو المدير الإقليمي للجنة الوطنية لمجلس الشيوخ الجمهوري.في يوم الانتخابات، تعطلت مكالمات الإنهاء المحوسبة في خطوط الهاتف التي أنشأها الحزب الديمقراطي في نيو هامبشاير ونقابة رجال الإطفاء في مانشستر.تم إجراء أكثر من 800 مكالمة هاتفية إلى بنك هاتف الخروج للتصويت على مدار ساعتين.كانت مسابقة مجلس الشيوخ الأمريكي في نيو هامبشاير بين الحاكم الديمقراطي.جين شاهين والنائب الجمهوري.جون إي سونونو.فاز سونونو بحوالي 20 ألف صوت.
عمل توبين والمدير السياسي لـ منتجع الخدمة الوطنية والنادي الريفي كريس لاكيفيتا معًا في مجموعة دي سي أي، وهي شركة ضغط وعلاقات عامة في واشنطن، جنبًا إلى جنب مع بريان مكابي، ناشط الحزب الجمهوري الذي عمل سابقًا في عدة مناصب في نيو هامبشاير، بما في ذلك مدير حملة لممثل الولايات المتحدة السابق..بيل زليف.في ذلك الوقت، كان يرأس منتجع الخدمة الوطنية والنادي الريفي من قبل زعيم الأغلبية في مجلس الشيوخ آنذاك بيل فريست.
تظهر سجلات الهاتف أن توبين أجرى أكثر من عشرين مكالمة إلى مكتب الشؤون السياسية بالبيت الأبيض في غضون ثلاثة أيام حول يوم الانتخابات عام 2002.لاحظ عدد من المراقبين أن الاتصال بين مكتب البيت الأبيض للشؤون السياسية وموظفي الحملة الرئاسية هو أمر مألوف تاريخيًا للإدارات الديمقراطية والجمهورية.

### محاكمة
خلال صيف عام 2004، أقر تشارلز ماكجي، المدير التنفيذي السابق للحزب الجمهوري في نيو هامبشاير، بالذنب في التآمر واعترف بدفع 15600 دولار لشركة تسويق عبر الهاتف في الإسكندرية بولاية فيرجينيا، سوق GOP، التي استأجرت شركة أخرى لإجراء المكالمات.ووجهت الاتهام إلى شون هانسن، أحد مالكي تلك الشركة في ذلك الوقت، في مارس / آذار.كما أقر المستشار الجمهوري ألين رايموند، الرئيس السابق لـ سوق GOP، أيضًا في الصيف بتهمة التآمر في محكمة فيدرالية.
بدأت محاكمة توبين في 6 ديسمبر 2005.يبدو أن اليوم الأول سار بشكل جيد بالنسبة للدفاع، عندما تراجع شاهد الادعاء الرئيسي تشاك ماكجي عن الشهادة التي كان قد وافق على الإدلاء بها مقابل صفقات الإقرار بالذنب.
أشارت شهادة ماكجي إلى أن مجموعة دي سي أي، وهي شركة علاقات عامة قوية تنشر موقع Tech Central Station الإلكتروني وترتبط ارتباطًا وثيقًا بالحزب الجمهوري، شاركت من خلال المحامي وبريان مكابي من نيو هامبشاير.وقال أيضًا إنه تحدث إلى داريل هنري من جمعية الغاز الأمريكية، الذي قال إنه سيواصل تشويش الهاتف بعد أن تم إلغاؤه رسميًا.وقال ماكجي إن هنري عرض استمرار العملية مع بعض المتطوعين من «الغرفة». منذ أن كان توبين، رئيس مجلس الأمن القومي، كريس لاكيفيتا، يعمل في ذلك الوقت لصالح غرفة التجارة الأمريكية، فمن الممكن أن يكون لديه أيضًا معرفة مسبقة بالخطة.يعمل حاليًا في شركة الاستشارات Terry Nelson،Crosslink Strategy Group.
قال ريموند إنه أدار الفكرة أيضًا بعد كينيث جروس، وهو مستشار عام سابق في لجنة الانتخابات الفيدرالية، وهو حاليًا شريك في شركة Skadden و Arps و Slate و Meagher و Flom القوية.
في 8 ديسمبر، قدم دفاع توبين شاهدين واستراح.لقد أقنعوا مكوليف بإسقاط شحنة واحدة وتضييق نطاق أخرى.
بعد أسبوع، أدانته هيئة المحلفين بتهمتين تتعلقان بمضايقات هاتفية، بينما برأته من تهمة التآمر الأكثر خطورة لانتهاك حقوق الناخبين. 
في مايو 2006، طلب الادعاء عقوبة السجن لمدة عامين.استشهدوا بثلاثة عوامل: إساءة توبين للائتمان العام والخاص، وإجراء مكالمات متعددة لضحايا متعددين على مدى فترة طويلة من الزمن، والغرض النهائي من التدخل في الانتخابات.يتم تناول الأولين على وجه التحديد من خلال قانون التحرش عبر الهاتف؛ وقال المدعون إن هذه الأخيرة ليست نهائية فظيعة، لكنها تتطلب عقوبة أشد. حُكم على توبين في 17 مايو / أيار 2006، بالسجن 10 أشهر، وسنتين تحت المراقبة، وغرامة قدرها 10 آلاف دولار. 
تركت المحاكمة الحزب الجمهوري في نيو هامبشاير على وشك الإفلاس، مع 733.60 دولارًا فقط في حسابه المصرفي. في وقت لاحق من ذلك العام، أثار المرشحون الديمقراطيون غضب أعضاء الكونغرس الجمهوريين الحاليين في الولاية.

### دفاع اللجنة الوطنية الجمهورية
في أغسطس، أكدت اللجنة الوطنية الجمهورية أنها أنفقت أكثر من 722 ألف دولار للدفاع عن توبين من قبل شركة وليامز وكونولي في واشنطن العاصمة.وقال متحدث باسم وكالة أسوشيتيد برس: «يستند هذا الدعم إلى تأكيداته وإيماننا بأن جيم لم يرتكب أي مخالفات». أفاد قائد الاتحاد في فبراير 2006 أن اللجنة الوطنية الجمهورية دفعت 1.7 مليون دولار إلى ويليامز في يوم الحكم على توبين، بمبلغ إجمالي قدره 2.5 مليون دولار، ولن تؤكد أو تنكر أنها لا تزال تدفع مصاريفه القانونية. أشار التقرير المالي الأول للجنة الوطنية للحزب الجمهوري لعام 2006 إلى أنها أنفقت في ذلك الوقت 330 ألف دولار أخرى.
في وقت لاحق من ذلك العام، تم تعيين زوجة توبين وشريكها، وهو ناشط سياسي لفترة طويلة في نيو إنجلاند، كمستشارين من قبل حملة إعادة انتخاب السناتور لينكولن تشافي في ولاية رود آيلاند، والتي لم تنجح في النهاية.توبين، التي عملت في حملتين سابقتين رفيعتي المستوى في ولاية ماين، وشريكها الذي أدار ست حملات سابقة، تم دفع 300 ألف دولار للتشاور بشأن الحملة.من هذا المبلغ، ذهب 260 ألف دولار لدفع ثمن البريد لحملة تشافي.

### نقض الحكم عند الاستئناف
في 21 كانون الأول (ديسمبر)، قدم محامو توبين وثائق في المحكمة الجزئية الأمريكية في كونكورد، نيو هامبشاير، مطالبين بإلغاء حكم هيئة المحلفين والمطالبة بمحاكمة جديدة لتوبين.بعد شهر، وضع ملف أكثر تفصيلاً ثلاثة أخطاء محتملة: 
- مضى ماكجي وريموند قدما في الخطة بعد التحدث مع توبين، وليس قبل ذلك، مشيرين إلى أن القرار كان قرارهم وحدهم.
- لا يمكن إثبات أن توبين وافق على عنصر الخطة الذي دعا إلى مكالمات إنهاء المكالمة المتكررة.
- لم يكن هناك دليل على اتفاق للمضي قدمًا قبل أن يستشير McGee رئيس الحزب الجمهوري في نيو هامبشاير وسعى ريموند للحصول على مشورة المحامي.
- أظهرت جميع أدلة التجربة أن توبين أحال ماكجي إلى ريموند.

في 20 مارس 2007، حكم كبير القضاة مايكل بودين في محكمة الاستئناف المركزية الأمريكية الأولى في بوسطن أن القانون الأساسي الذي أدين توبين بموجبه «ليس ملائمًا» لما فعله توبين، وتساءل عما إذا كانت الحكومة قد أظهرت أن توبين كان ينوي لمضايقة.ومع ذلك، فإنه لم يبطل الإدانة تمامًا كما سعى محامو توبين، قائلين إن فقه المؤامرة لا يتطلب مستوى الإثبات الذي ادعى توبين أنه يفعله.أعادته إلى محكمة المقاطعة لإعادة المحاكمة، معتقدة أن هيئة المحلفين التي حصلت على تعليمات مناسبة يمكن أن تعيد الإدانة على أساس أفعاله وحدها. قال المدعون الفيدراليون إنهم يعيدون النظر في القرار للنظر في استئنافه بدوره أو إعادة المحاولة.
وأكدت محكمة الاستئناف فيما بعد رفض التهم، على الرغم من سلوك توبين «السيئ للغاية».الولايات المتحدة ضد.توبين 552 F.3d 29,34 (1st Cir.2009).

### 2008 لائحة الاتهام توبين
بعد أكثر من عام من عدم وجود أي تطورات قانونية أو استقصائية أخرى، في 9 أكتوبر 2008، وجهت هيئة محلفين فيدرالية كبرى في ولاية مين الاتهام إلى توبين مجددًا بتهمتين تتعلقان بالإدلاء ببيانات كاذبة لعملاء مكتب التحقيقات الفيدرالي.في ذلك الوقت، كان شاهين وسنونو يعيدان أداء سباقهما لعام 2002، والذي فاز به شاهين. تم رفض هذه التهم اللاحقة بإجراءات موجزة في عام 2009 بعد أن وجد القاضي الفيدرالي في محكمة مقاطعة مين أنها مدفوعة بـ «محاكمة انتقامية».

## تطورات أخرى
تم ترشيح نويل هيلمان، الذي كان له الفضل في نقل القضية إلى المحاكمة كرئيس لقسم النزاهة العامة بوزارة العدل، لمنصب قاضٍ فيدرالي من قبل الرئيس بوش في يناير 2006.
في ذلك الشهر أيضًا، رفعت الحزب الجمهوري في نيو هامبشاير دعوى مضادة ضد الحزب الديمقراطي للولاية، زاعمة أن الدعوى الديمقراطية ضدهم كانت مجرد جزء من جهد وطني لتعزيز مصالح الحزب في عام الانتخابات  وأن الديمقراطيين كانوا يسيئون استخدام إجراءات المحكمة لعرقلة جهود الحزب الجمهوري في نيو هامبشاير للانخراط في الأنشطة السياسية المحمية دستوريًا.في 1 كانون الأول (ديسمبر)،استقر الطرفان على ما مجموعه 125000 دولار، يدفعها الجمهوريون للديمقراطيين، على أقساط سنوية قدرها 25000 دولار على مدى السنوات الخمس المقبلة.سيقدم كل من اللجنة الوطنية الجمهورية واللجنة الوطنية الجمهورية لمجلس الشيوخ مساهمتين بقيمة 5000 دولار للجمعيات الخيرية المرتبطة بإدارات الشرطة والإطفاء في مانشستر.
قضى تشارلز ماكجي سبعة أشهر في السجن، ويعمل الآن في مدرسة الحملة الانتخابية لمرشحي الحزب الجمهوري، وتديرها شركة تسويق سياسي جمهوري.

### اتصالات البيت الأبيض
أظهر تحليل ديمقراطي لسجلات الهاتف المقدمة في محاكمة توبين الجنائية أنه أجرى 115مكالمة صادرة إلى البيت الأبيض بين 17سبتمبر و 22 نوفمبر 2002. تم إجراء أكثر من عشرين مكالمة من الساعة 9:28صباح اليوم السابق للاختيار حتى 2:17في الليلة التي أعقبت التصويت، وهي فترة مدتها ثلاثة أيام تم خلالها الانتهاء من عملية التشويش على الهاتف، وتنفيذها، ثم إغلاقها فجأة.
عمليا، ذهبت جميع المكالمات إلى البيت الأبيض إلى نفس الرقم، والذي يرن حاليا داخل مكتب الشؤون السياسية.في عام 2002، ترأس هذا المكتب كين ميلمان، الذي أصبح فيما بعد رئيسًا للجنة الوطنية للحزب الجمهوري.ورفض البيت الأبيض الإفصاح عن الموظف الذي تم تخصيص رقم الهاتف هذا له.
يقول الحزب الجمهوري الوطني، الذي استمر في دفع الملايين من الفواتير القانونية للدفاع عن توبين، إن المكالمات الهاتفية تضمنت أعمالًا انتخابية روتينية وأنه من «غير المعقول» الإشارة إلى أن المكالمات تتضمن تشويشًا في الهاتف.قال ميهلمان إن المكالمات كانت ببساطة جزءًا من العديد من المكالمات التي أجراها هو ومساعده للعملاء الميدانيين في سباقات تنافسية في جميع أنحاء البلاد خلال تلك الفترة الزمنية.
في وقت لاحق من شهر أبريل، طلب الحزب الديمقراطي في الولاية من فيليب مانجونيس، القاضي الذي يترأس الدعوى القضائية ضد الحزب الجمهوري في نيو هامبشاير، السماح لهم باستجواب مهلمان.قال أحد النشطاء إن تفسير مهلمان بأنه عمل روتيني لحملة يوم الانتخابات من الصعب التوفيق بينه وبين السجلات التي تظهر أن توبين استمر في الاتصال بمكتب ميهلمان لفترة طويلة بعد أن حُسمت الانتخابات لصالح سونونو.واتهم المستشار الجمهوري جو جايلورد الديمقراطيين بـ «محاولة إثارة الهراء».

### اتصال هالي بربور
في 28 أبريل 2006، ذكرت وكالة أسوشيتيد برس أن هالي باربور، رئيس اللجنة الوطنية الجمهورية السابق الذي يشغل الآن منصب حاكم ولاية ميسيسيبي، قد قدم قرضًا لبدء التشغيل لـ سوق GOP من خلال شركته الاستثمارية، هلم بارتنس، في عام 2000. بينما ادعى أن تورطه انتهى هناك وأنه لم يكن لديه أي فكرة في ذلك الوقت عن أن الشركة ستنخرط في أي نشاط إجرامي، فإن اتفاقية التشغيل الخاصة بها  تُظهر أن شركة هلم احتفظت بقدر كبير من السيطرة على الشركة من خلال فئة مختلفة من ونتيجة لذلك، كان لشريك بربور، إد روجرز، سيطرة متساوية على الشركة مع ريموند.أظهرت التحقيقات الإضافية أن شركة هلم قد تم دمجها فقط قبل وقت قصير من بدء سوق GOP وأن الشراكة لم تستثمر أبدًا في أي شركة أخرى.امتلك ريموند أيضًا ثلثي الشركة على الرغم من استثماره الأولي البالغ 11700 دولار فقط.

## شون هانسن
في 27 مارس 2006، سافر شون هانسن، المالك السابق لشركة Mylo، من أيداهو إلى نيو هامبشاير لمواجهة تهمة واحدة لكل من التآمر لارتكاب مضايقات هاتفية والمساعدة والتحريض على المضايقات الهاتفية.يزعم المدعون أنه وافق على استخدام شركته للتشويش على ستة أرقام هواتف بمكالمات إنهاء المكالمة في يوم الانتخابات مقابل 2500 دولار.
على عكس توبين، لم يتم دفع تكاليف دفاع هانسن من قبل أي كيانات مرتبطة بالحزب الجمهوري.وبدلاً من ذلك، مثله مكتب المحامي العام الفيدرالي.تشير قائمة الدفاعات المحتملة التي قد يستخدمها، كما هو مذكور في ملفه الأول، إلى أنه ربما تم دفعه للاعتقاد، من قبل توبين وآخرين، أن التشويش كان قانونيًا تمامًا.
وأقر بأنه مذنب وكان من المقرر أن يصدر بحقه حكم في فبراير 2007.في وقت لاحق، سحب إقراره بالذنب وتم تأجيل النطق بالحكم حتى مايو 2008. أسقطت الحكومة التهم الموجهة إلى هانسن في النهاية.

## سعى المدعي الخاص
في 12 مايو (أيار) 2006، أرسل النائب الأمريكي جون كونيرز (ديموقراطي،ميتشيغان) طلبًا رسميًا إلى المدعي العام الأمريكي ألبرتو غونزاليس، يطلب منه تعيين مدع عام خاص للتحقيق في تشويش الهاتف عام 2002.قال كونيرز، العضو الديمقراطي البارز في اللجنة القضائية بمجلس النواب، إن وجود مستشار مستقل ضروري للتحقيق في مزاعم بأن مسؤولي البيت الأبيض ربما يكونون متورطين في المخطط، مشيرًا إلى أن وزارة العدل الأمريكية «يبدو أنها لا تراجع الاتصالات المكثفة بين المتآمرون للتشويش على الهاتف ومسؤولون جمهوريون رفيعو المستوى».